# Villars-Sainte-Croix
Villars-Sainte-Croix é uma comuna da Suíça, situada no distrito do Ouest lausannois, no cantão de Vaud. Tem 1,66 km² de área e sua população em 2018 foi estimada em 962 habitantes.